# Coupe de l'Outre-Mer
Coupe de l'Outre-Mer var en fotbollsturnering som skapades 2008. Den var utformad för att Frankrikes utomeuropeiska fotbollslandslag skulle spela mot varandra. Tre säsonger spelades, den första spelades 2008 som vanns av Réunion, den andra 2010 som vanns av Martinique, den tredje och sista spelades 2012 och vanns av Réunion.
En fjärde säsong var planerad till 2014 men sent under 2013 meddelades det att turneringen skulle läggas ned eftersom Frankrikes fotbollsförbund ansåg det var för dyrt att anordna tävlingen.

## Områden med möjlighet att delta
- Franska Guyana
- Guadeloupe
- Martinique
- Mayotte
- Nya Kaledonien
- Réunion
- Saint-Barthélemy
- Saint-Martin
- Saint-Pierre och Miquelon
- Tahiti
- Wallis- och Futunaöarna

## Resultat
| År   | Värdnation | Final      | Final           | Final      | Match om tredjepris | Match om tredjepris | Match om tredjepris |
| År   | Värdnation | Vinnare    | Resultat        | Tvåa       | Trea                | Resultat            | Fyra                |
| ---- | ---------- | ---------- | --------------- | ---------- | ------------------- | ------------------- | ------------------- |
| 2008 | Frankrike  | Réunion    | 1–0             | Martinique | Guadeloupe          | 4–0                 | Franska Guyana      |
| 2010 | Frankrike  | Martinique | 0–0 (5–3 str.)  | Réunion    | Guadeloupe          | 4–0                 | Mayotte             |
| 2012 | Frankrike  | Réunion    | 2–2 (10–9 str.) | Martinique | Guadeloupe          | 1–0                 | Mayotte             |